# Авні Енгюллю
Авні Енгюллю (мак. Авни Енѓулу, тур. Avni Engüllü; 7 вересня 1947, Скоп'є — 17 лютого 2024) — поет, оповідач, перекладач турецької національності в Македонії.

## Біографія
Авні народився в Скоп'є 7 вересня 1947 року. Закінчив Вищу педагогічну школу в Скоп'є.
Працював редактором на Македонському радіо. Член ДПМ з 1976 року.
Помер 17 лютого 2024 року.